# Liste der Kulturdenkmale in Hessen (Osterwieck)
In der Liste der Kulturdenkmale in Hessen sind alle Kulturdenkmale in Hessen, einem Ortsteil der Gemeinde Osterwieck (Landkreis Harz), aufgelistet. Grundlage ist das Denkmalverzeichnis des Landes Sachsen-Anhalt, das auf Basis des Denkmalschutzgesetzes des Landes Sachsen-Anhalt vom 21. Oktober 1991 durch das Landesamt für Denkmalpflege und Archäologie Sachsen-Anhalt erstellt und seither laufend ergänzt wurde (Stand: 31. Dezember 2023). 
Zurück zur Hauptliste

## Kulturdenkmale
| Lage                                                                                | Bezeichnung           | Beschreibung                                                                                           | Erfassungs- nummer | Ausweisungsart | Bild           |
| ----------------------------------------------------------------------------------- | --------------------- | --- | ------------------ | -------------- | -------------- |
| Straße nach Dardesheim (Karte)                                                      | Denkmal               | Denkmal für Herzog Wilhelm von Braunschweig                                                            | 094 03450          | Baudenkmal     | Weitere Bilder |
| (Karte)                                                                             | Distanzstein          | | 094 10470          | Baudenkmal     | Weitere Bilder |
| ehemalige Grenzanlage (Karte)                                                       | Grenzsicherungsanlage | | 094 25514          | Baudenkmal     | Weitere Bilder |
| (Karte)                                                                             | Kirche St. Jacobi     | | 094 00371          | Baudenkmal     | Weitere Bilder |
| an der Straße Dardesheim-Hessen neben einer Einfahrt zum ehemaligen Vorwerk (Karte) | Distanzstein          | | 094 25496          | Kleindenkmal   | Weitere Bilder |
| Am Stift (Karte)                                                                    | Stift                 | Stiftkomplex mit Kapelle                                                                               | 094 00392          | Denkmalbereich | BW             |
| Am Zollenberg 3 (Karte)                                                             | Kaserne               | Kaserne des Grenzbataillon Hessen Im Jahr 2023 in das Denkmalverzeichnis eingetragen.                  | 094 18921          | Baudenkmal     | BW             |
| An der Kirche 3 (Karte)                                                             | Schule                | | 094 00387          | Baudenkmal     | Weitere Bilder |
| An der Kirche 8 (Karte)                                                             | Bauernhaus            | | 094 00381          | Baudenkmal     | Bauernhaus     |
| Bahnhofstraße 4 (Karte)                                                             | Bauernhaus            | | 094 00377          | Baudenkmal     | Weitere Bilder |
| Fallsteinstraße 20 (Karte)                                                          | Schule                | | 094 00382          | Baudenkmal     | Weitere Bilder |
| Johann-Royer-Straße (alt: Am Stift) 1 (Karte)                                       | Schloss Hessen        | Das Schloss Hessen befindet sich im Großen Bruch am Nordrand des Fallstein und nördlich des Ortskerns. | 094 00393          | Baudenkmal     | Weitere Bilder |
| Katthagen 2 (Karte)                                                                 | Tagelöhnerhaus        | | 094 00379          | Baudenkmal     | Weitere Bilder |
| Katthagen 8 (Karte)                                                                 | Bauernhaus            | | 094 00485          | Baudenkmal     | Bauernhaus     |
| Knickstraße 9 (Karte)                                                               | Villa                 | Dr.Keim-Freimaurer                                                                                     | 094 00390          | Baudenkmal     | Weitere Bilder |
| Leipziger Straße 9 (Karte)                                                          | Villa                 | Volksbank                                                                                              | 094 00385          | Baudenkmal     | Weitere Bilder |
| Mittelstraße 6 (Karte)                                                              | Bauernhaus            | seit 2015 nicht mehr existent, abgerissen                                                              | 094 00380          | Baudenkmal     | Bauernhaus     |
| Mittelstraße 7 (Karte)                                                              | Pfarrhaus             | | 094 00389          | Baudenkmal     | Weitere Bilder |
| Mittelstraße 12 (Karte)                                                             | Schmiede              | | 094 00373          | Baudenkmal     | Weitere Bilder |
| Mittelstraße 15 (Karte)                                                             | Villa                 | | 094 00375          | Baudenkmal     | Weitere Bilder |
| Nobbenstraße 16 (Karte)                                                             | Schmiede              | | 094 00386          | Baudenkmal     | Schmiede       |
| Sellenfreet 6 (Karte)                                                               | Bauernhaus            | | 094 00384          | Baudenkmal     | Weitere Bilder |
| Steintor 6 (Karte)                                                                  | Bauernhaus            | | 094 00374          | Baudenkmal     | BW             |
| Steinweg 4 (Karte)                                                                  | Bauernhaus            | | 094 00378          | Baudenkmal     | Bauernhaus     |
| Teichstraße 3 (Karte)                                                               | Villa                 | | 094 00388          | Baudenkmal     | Weitere Bilder |
| Töpferstraße 6 (Karte)                                                              | Bauernhaus            | vermutlich nicht mehr existent, abgerissen vor 2015                                                    | 094 00383          | Baudenkmal     | BW             |
| Töpferstraße 7 (Karte)                                                              | Bauernhaus            | | 094 00376          | Baudenkmal     | Weitere Bilder |

- siehe auch: Liste der Kulturdenkmale in Osterwieck

## Legende
In den Spalten befinden sich folgende Informationen:
- Lage: Nennt den Straßennamen und wenn vorhanden die Hausnummer des Kulturdenkmals. Die Grundsortierung der Liste erfolgt nach dieser Adresse. Der Link „Karte“ führt zu verschiedenen Kartendarstellungen und nennt die geographischen Koordinaten.
Link zu einem Kartenansichtstool, um Koordinaten zu setzen. In der Kartenansicht sind Baudenkmale ohne Koordinaten mit einem roten bzw. orangen Marker dargestellt und können in der Karte gesetzt werden. Baudenkmale ohne Bild sind mit einem blauen bzw. roten Marker gekennzeichnet, Baudenkmale mit Bild mit einem grünen bzw. orangen Marker.
- Offizielle Bezeichnung: Nennt den Namen, die Bezeichnung oder zumindest die Art des Kulturdenkmals und verlinkt, soweit vorhanden, auf den Artikel zum Objekt.
- Beschreibung: Nennt bauliche und geschichtliche Einzelheiten des Kulturdenkmals, vorzugsweise die Denkmaleigenschaften.
- Erfassungsnummer: Für jedes Kulturdenkmal wird in Sachsen-Anhalt eine 20stellige Erfassungsnummer vergeben. Die letzten zwölf Ziffern werden für die Untergliederung nach Teilobjekten genutzt und werden nur angegeben, soweit vergeben. In dieser Spalte kann sich folgendes Icon  befinden, dies führt zu Angaben zu diesem Baudenkmal bei Wikidata.
- Ausweisungsart: Die Einordnung des Denkmales nach § 2 Abs. 2 DenkmSchG LSA
- Bild: Ein Bild des Denkmales, und gegebenenfalls einen Link zu weiteren Fotos des Kulturdenkmals im Medienarchiv Wikimedia Commons. Wenn man auf das Kamerasymbol klickt, können Fotos zu Kulturdenkmalen aus dieser Liste hochgeladen werden: